# Mathieu Dandenault
Mathieu Alexandre Dandenault, född 3 februari 1976, är en kanadensisk före detta professionell ishockeyspelare som tillbringade 13 säsonger i den nordamerikanska ishockeyligan National Hockey League (NHL), där han spelade för ishockeyorganisationerna Detroit Red Wings och Montreal Canadiens. Han producerade 203 poäng (69 mål och 135 assists) samt drog på sig 516 utvisningsminuter på 868 grundspelsmatcher. Dandenault spelade också på lägre nivåer för Adirondack Red Wings och Hartford Wolf Pack i American Hockey League (AHL), Asiago Hockey i Serie A och Faucons de Sherbrooke i Ligue de hockey junior majeur du Québec (LHJMQ).
Han draftades i andra rundan i 1994 års draft av Detroit Red Wings som 49:e spelaren totalt.
Dandenault vann tre Stanley Cup med Detroit Red Wings för säsongerna 1996-1997, 1997-1998 och 2001-2002.

## Statistik
| 1990–1991      | Gloucester Raiders    |                | 44  | 52 | 50  | 102 | 30  | —  | — | —  | —  | —  |
| 1991–1992      | Voyageurs de Vanier   | OHA-B          | 33  | 27 | 31  | 58  | 20  | —  | — | —  | —  | —  |
|                | Gloucester Rangers    | CJHL           | 6   | 3  | 4   | 7   | 0   | —  | — | —  | —  | —  |
| 1992–1993      | Gloucester Rangers    | CJHL           | 55  | 11 | 26  | 37  | 64  | —  | — | —  | —  | —  |
| 1993–1994      | Faucons de Sherbrooke | LHJMQ          | 67  | 17 | 36  | 53  | 67  | 12 | 4 | 10 | 14 | 12 |
| 1994–1995      | Faucons de Sherbrooke | LHJMQ          | 67  | 37 | 70  | 107 | 76  | 7  | 1 | 7  | 8  | 10 |
| 1995–1996      | Detroit Red Wings     | NHL            | 34  | 5  | 7   | 12  | 6   | 18 | 0 | 4  | 4  | 4  |
|                | Adirondack Red Wings  | AHL            | 4   | 0  | 0   | 0   | 0   | —  | — | —  | —  | —  |
|                | Faucons de Sherbrooke | LHJMQ          | 1   | 1  | 2   | 3   | 0   | —  | — | —  | —  | —  |
| 1996–1997      | Detroit Red Wings     | NHL            | 65  | 3  | 9   | 12  | 28  | —  | — | —  | —  | —  |
| 1997–1998      | Detroit Red Wings     | NHL            | 68  | 5  | 12  | 17  | 43  | 3  | 1 | 0  | 1  | 0  |
| 1998–1999      | Detroit Red Wings     | NHL            | 75  | 5  | 10  | 15  | 59  | 10 | 0 | 1  | 1  | 0  |
| 1999–2000      | Detroit Red Wings     | NHL            | 81  | 6  | 12  | 18  | 20  | 6  | 0 | 0  | 0  | 2  |
| 2000–2001      | Detroit Red Wings     | NHL            | 73  | 10 | 15  | 25  | 38  | 6  | 0 | 1  | 1  | 0  |
| 2001–2002      | Detroit Red Wings     | NHL            | 81  | 8  | 12  | 20  | 44  | 23 | 1 | 2  | 3  | 8  |
| 2002–2003      | Detroit Red Wings     | NHL            | 74  | 4  | 15  | 19  | 64  | 4  | 0 | 0  | 0  | 2  |
| 2003–2004      | Detroit Red Wings     | NHL            | 65  | 3  | 9   | 12  | 40  | 12 | 1 | 1  | 2  | 6  |
| 2004–2005      | Asiago Hockey         | Serie A        | 10  | 0  | 2   | 2   | 2   | 9  | 1 | 6  | 7  | 4  |
| 2005–2006      | Montreal Canadiens    | NHL            | 82  | 5  | 15  | 20  | 83  | 6  | 0 | 3  | 3  | 4  |
| 2006–2007      | Montreal Canadiens    | NHL            | 68  | 2  | 6   | 8   | 40  | —  | — | —  | —  | —  |
| 2007–2008      | Montreal Canadiens    | NHL            | 61  | 9  | 5   | 14  | 34  | 9  | 0 | 0  | 0  | 2  |
| 2008–2009      | Montreal Canadiens    | NHL            | 41  | 4  | 8   | 12  | 17  | 4  | 0 | 0  | 0  | 0  |
| 2009–2010      | Hartford Wolf Pack    | AHL            | 19  | 1  | 1   | 2   | 10  | —  | — | —  | —  | —  |
| NHL totalt     | NHL totalt            | NHL totalt     | 868 | 69 | 135 | 203 | 516 | 83 | 3 | 8  | 11 | 24 |
| AHL totalt     | AHL totalt            | AHL totalt     | 23  | 1  | 1   | 2   | 10  | —  | — | —  | —  | —  |
| Serie A totalt | Serie A totalt        | Serie A totalt | 10  | 0  | 2   | 2   | 2   | 9  | 1 | 6  | 7  | 4  |
| LHJMQ totalt   | LHJMQ totalt          | LHJMQ totalt   | 135 | 55 | 108 | 163 | 143 | 19 | 5 | 17 | 22 | 22 |